# یلوه کالدونیای جدید
یلوه کالدونیای جدید (نام علمی: Gallirallus lafresnayanus) نام یک گونه از سرده یلوه‌های استرالیا-آرام است.